# Hyperolius pusillus
Espèce
Synonymes
- Crumenifera pusilla Cope, 1862
- Hyperolius microps Günther, 1864
- Hyperolius heuglini Steindachner, 1864
- Hyperolius usaramoae Loveridge, 1932
- Hyperolius translucens Power, 1935
- Hyperolius milnei Loveridge, 1935

Statut de conservation UICN

 LC  : Préoccupation mineure
Hyperolius pusillus est une espèce d'amphibiens de la famille des Hyperoliidae.

## Répartition
Cette espèce se rencontre, :
- dans l'est de l'Afrique du Sud ;
- au Swaziland ;
- dans le nord du Botswana ;
- dans le sud-est du Zimbabwe ;
- au Mozambique ;
- dans le Nord et Sud du Malawi ;
- dans l'est de la Tanzanie, y compris les îles Mafia et Songo Songo ;

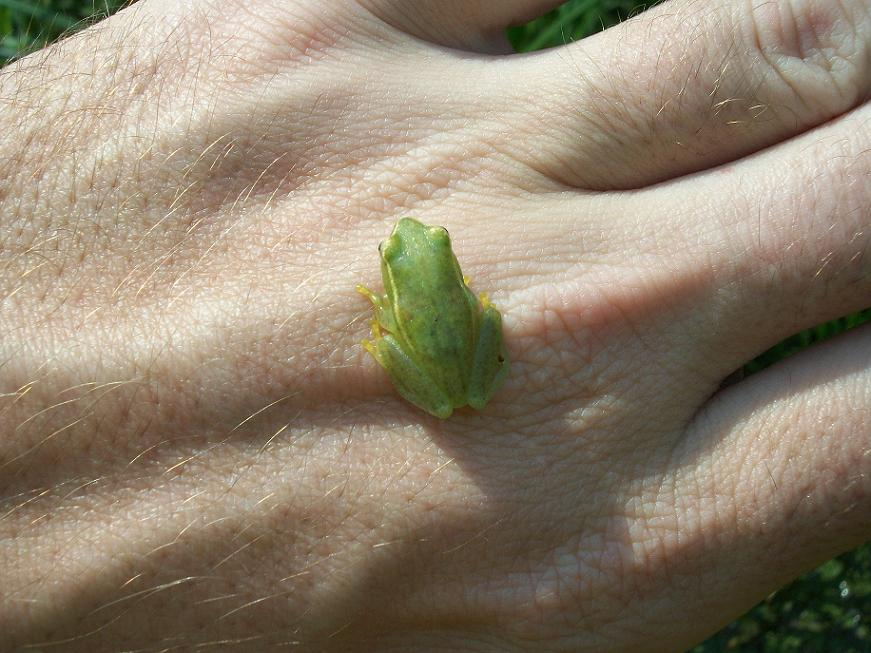
Hyperolius pusillus sur une main

- dans le sud-est du Kenya ;
- dans l'extrême Sud de la Somalie.

## Publication originale
- Cope, 1862 : Notes upon Some Reptiles of the Old World. Proceedings of the Academy of Natural Sciences of Philadelphia, vol. 14, p. 337-344 & 594 (texte intégral).